# Abisara miyazakii
Abisara miyazakii is een vlindersoort uit de familie van de prachtvlinders (Riodinidae), onderfamilie Nemeobiinae.
Abisara miyazakii werd in 2005 beschreven door Saito, K & T. Saito.